# Huesca (1937)
El destructor Huesca  fue un destructor de la clase Teruel perteneciente a la Armada Española que participó en la guerra civil española en el bando sublevado. 

## Historial

### Primeros años
El destructor fue botado en 1914 en Italia, con el nombre de Alessandro Poerio, y participó en la Primera Guerra Mundial.
Durante el año 1936 se realizaron obras de reparación y mantenimiento en dicho barco, y terminó siendo vendido al bando sublevado de la guerra civil española por algo más de 5 millones de pesetas.
A finales de octubre de 1937 el destructor fue entregado al ejército franquista en Cerdeña, donde se hace cargo del buque una tripulación española.

### Guerra civil española
El 29 de noviembre parte de Cerdeña rumbo a Palma de Mallorca bajo el mando del capitán de corbeta Luis Carrero Blanco. Una vez en Palma, se integra en la flotilla de destructores que actúa desde la isla. El 14 de diciembre de 1937 sale por primera vez a la mar, pero pronto sufrió una avería y tuvo que regresar a la base; esta sería una situación que se repetiría con bastante frecuencia en dicho barco, lo que le impidió tener una actuación aceptable. Sus siguientes misiones en el Mediterráneo serían la de escolta a convoyes, interceptación de barcos mercantes republicanos, apoyos a tierra y vigilancia antisubmarina. 
El 5 de abril de 1938 Carrero Blanco es sustituido en el mando del destructor por el capitán de corbeta Félix de Ozámiz.
El 24 de mayo de 1938 sale de Palma como parte de una flotilla, y por la noche fue alcanzado por la proa del Teruel, lo que le ocasionó graves daños; regresando a Palma con bastantes dificultades. De allí, tras unas reparaciones de urgencia, salió el 14 de junio hacia Cádiz, donde continuarán las reparaciones hasta el 20 de agosto.
En los últimos días de agosto de 1938 participa junto a gran parte de la flota nacional en el operativo para la interceptación del destructor republicano José Luis Díez, forzando a éste a refugiarse en Gibraltar.
Vuelve entonces a Palma en septiembre, continuando con misiones de bloqueo, y capturando el 17 de octubre por la mañana al motovelero Arsenio frente a las costas de Castellón. 
El 9 de febrero de 1939 participa en la ocupación de Menorca transportando a tropas.
El 5 de marzo parte junto a varios buques nacionales hacia las costas de Murcia, a la expectativa de la revuelta anticomunista que se estaba produciendo en la base naval de Cartagena. No participará en ninguna acción, ya que dicha revuelta fue sofocada.

### Postguerra
Debido a la poca fiabilidad que mostró dicho barco durante el conflicto, no fue sometido a ninguna reforma, y permaneció como barco auxiliar y de instrucción.
Fue dado de baja el 17 de agosto de 1953.